# Lucius Apuleius Madaurensis

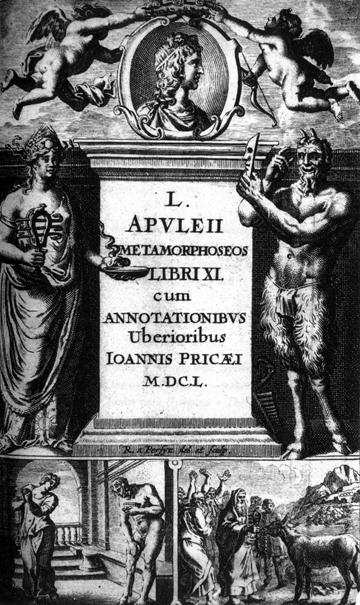
Titelblad van John Price's versie van Apuleius' Metamorphoses (Gouda, 1650)

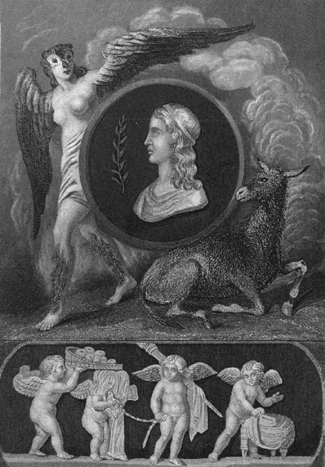
Titelblad van de editie van Apuleius' werken van Bohn's Libraries (1902): portret van Apuleius, geflankeerd door Pamphile die in een uil verandert en Lucius' in ezelsgedaante.

Lucius Apuleius Madaurensis (circa 123-125 - Madauros, Numidië (het huidige M'daourouch, in het noordoosten van Algerije) circa 170-180) was een Numidisch schrijver, platonische filosoof en redenaar, die voornamelijk in het Latijn schreef. Hij is vooral bekend om zijn Latijnse 'schelmenroman' Metamorphoses, beter bekend onder de naam De Gouden Ezel. Het is de enige Latijnse roman die in zijn geheel de tijd heeft doorstaan. De schrijver had met die roman veel invloed op de Westerse literatuur.

## Leven

### Jeugd in Madaurus
Zijn eerste opvoeding kreeg hij in zijn thuisstad Madauros, een Numidische Romeinse kolonie, ver van de sterk geromaniseerde Middellandse Zeekust. Madauros is dezelfde stad waar Augustinus van Hippo later zijn vroege studie zou volgen. In een van zijn bekendste werken, Apologia, beschreef hij zichzelf als 'half Numidiër en half Gaetuliër'.

### Carthago, Athene, Rome
Na de dood van zijn vader, een provinciale magistraat, erfde Apuleius een substantieel fortuin. Hiermee betaalde hij zijn verdere studies. Hij trok naar Carthago en Athene om zich verder te bekwamen in allerlei onderwerpen, waaronder de neoplatoonse filosofie. Vervolgens reisde hij naar Rome om Latijnse retoriek te bestuderen. Daar werkte hij waarschijnlijk ook een tijdje als redenaar in de rechtbanken, alvorens terug te keren naar Noord-Afrika. Verder maakte hij rondreizen in Klein-Azië en Egypte, waar hij zich verder verdiepte in filosofie en de destijds florerende mysteriecultussen. Meer details over zijn leven zijn er niet bekend, hoewel velen van mening zijn dat ze biografische gegevens uit zijn werken kunnen halen.

### Terug in Noord-Afrika
Toen hij naar zijn land terugkeerde werd hij verdacht van toverij: hij zou magie hebben bedreven om het fortuin van een rijke weduwe te bekomen. Hij moest in Sabratha zichzelf verdedigen voor een rechtbank van magistraten, voorgezeten door de proconsul. Zijn verdediging (Apologia) is een hilarisch werk waarin hij zijn tegenstanders volkomen belachelijk maakt: het is een van de grappigste werken die ons uit de Oudheid overgeleverd zijn.

## Werk
- Zijn Metamorphoses is, naast het slechts zeer gedeeltelijk bewaard gebleven Satyricon van Gaius Petronius Arbiter, de enige Latijnse roman die in zijn geheel bewaard gebleven is. Het is een fantasierijk, brutaal, humoristisch verhaal over de avonturen van een zekere Lucius die met magie experimenteert en per ongeluk in een ezel verandert maar zijn menselijke verstand behoudt. In deze 'vermomming' hoort en ziet hij vele ongewone zaken totdat hij gered wordt op een eerder onverwachte wijze. Binnen deze raamvertelling bevinden zich vele kortere verhalen, waarvan het langste en het bekendste dat over Amor en Psyche is (Met. IV, 28 - VI, 24).
- Apologia (zie beschrijving in paragraaf ‘Terug in Noord-Afrika’)
- De deo Socratis (Over de god van Socrates), een werk over het bestaan en de aard van daimones, de middelaars tussen goden en mensen. Dit werk werd heftig gekritiseerd door Augustinus.
- Andere werken van zijn pen zijn: Florida en Over Plato en zijn leer.

## Nederlandse vertalingen
van de Metamorphosen:
- Apuleius, De gouden ezel: Metamorfosen; vertaald en toegelicht door Vincent Hunink, Amsterdam 2003.
- Apuleius, Metamorfosen; vertaald door Stefan van den Broeck, Antwerpen-Baarn 1988.
- Apuleius: De gouden ezel: Metamorphosen; vertaald door M.A. Schwartz, Amsterdam 1970 (en vele herdrukken).
- Louis Couperus: De verliefde ezel (Rotterdam 1918) is een bewerking in romanvorm van De gouden ezel.

van de Apologia:
- Apuleius, Toverkunsten; vertaald en van aantekeningen voorzien door Vincent Hunink met een inleiding van Rudi van der Paardt, Amsterdam 1992.

van de filosofische werken:
- Apuleius, Pronkpassages, Demonen; ingeleid, vertaald en van aantekeningen voorzien door Vincent Hunink, Amsterdam 1994.